# Kremser Eisenbahnbrücke
Die Kremser Eisenbahnbrücke ist eine Fachwerkbrücke über die Donau in Niederösterreich. Sie verbindet die Stadt Krems mit der Gemeinde Mautern an der Donau. Sie dient dem Zugverkehr der eingleisigen Kremser Bahn zwischen der Stadt an der Donau und der Tullnerfelder Bahn in Herzogenburg und zugleich als Träger öffentlicher Versorgungsleitungen für Strom, Gas und Telekommunikation. Westlich befindet sich die Mauterner Brücke, östlich die Donaubrücke Krems, zwei Straßenbrücken.

## Beschreibung
Die insgesamt 685 m lange Brücke hat vier Halbparabelträger mit Stützweiten von 82 m über den Stromöffnungen und zwei Halbparabelträger mit 63 m über den Vorlandöffnungen. Auf der linken Donauseite schließen sich drei und auf der rechten Seite vier Balkenbrücken von jeweils 32 m Stützweite an.

## Geschichte
Die Brücke wurde 1889 von der Fabrik Ig. Gridl gebaut, dem führenden österreichischen Stahlbauunternehmen seiner Zeit.
Unmittelbar vor dem Ende des Zweiten Weltkriegs, in der Nacht vom 7. auf den 8. Mai 1945, wurde sie auf Befehl des Oberst Ferdinand Soche gesprengt. Zunächst wurde eine Rollfähre eingesetzt, im Dezember 1951 war die Brücke wieder befahrbar. Mit gleichem Tag konnte sowohl der Fährbetrieb der Rollfähre als auch der Haltestelle Palt-Rollfähre südlich der Donau eingestellt werden.
Von 1986 bis 1991 wurde sie einer Generalüberholung unterzogen. Dabei wurden die verbleibenden ursprünglichen Tragwerke ersetzt.
Am 17. Dezember 2005 wurde sie durch ein 8000 Tonnen schweres Schubschiff beschädigt, das wegen plötzlicher Ohnmacht des Kapitäns seine Fahrtrichtung änderte und mit einem der Pfeiler kollidierte. Dieser wurde um 2,17 m flussaufwärts verschoben, so dass die Brücke gesperrt werden musste. Um die Sanierung vorzubereiten, wurde eine Simulation durchgeführt, in der erstmals der Eurocode für außergewöhnliche Einwirkungen auf Tragwerke angewandt wurde. Etwa ein Jahr nach der Kollision konnte der Zugbetrieb wieder aufgenommen werden. Die Klage der ÖBB Infrastruktur AG auf Schadenersatz für die Reparatur der Brücke über rund 5,9 Millionen Euro wurde abgewiesen.